# 垣雍
垣雍，一名衡雍，中国先秦地名，故址在今河南省新乡市原阳县西圈城。
春秋时期为鄭國之土地。《左传》：僖公二十八年（前632年），晋大破楚师于城濮（即城濮之战），还，“至于衡雍”。杜注：“郑地。今荥阳卷县。”战国前期划入韩国，韩置县，传世战国韩兵器有“四年垣雍令”戈。前259年划入秦国。《史记 ·秦本纪》载：昭襄王四十八年（前259年）十月，“韩献垣雍”。后秦汉皆未置县于此。